# Magnesia Litera 2025
Magnesia Litera 2025 je 24. ročník cen Magnesia Litera. Výsledky byly vyhlášeny ve čtvrtek 24. dubna 2025 na Nové scéně Národního divadla.

## Ceny a nominace

### Kniha roku
- Miroslav Hlaučo: Letnice

### Luxor Litera za prózu
- Jan Antonín Pitínský: Domácí potřeby
- Kristina Hamplová: Lover/Fighter
- Miroslav Hlaučo: Letnice

### Litera za poezii
- Tomáš Tomášek: Ahava
- Jakub Řehák: Konkrétní poštolka
- Apolena Vybíralová: Vzteklina

### Litera za knihu pro děti a mládež
- Bára Dočkalová: Kost (ilustrace Zdenka Holub Převrátilová)
- Robin Král a Andrea Tachezy: Na pouti
- Bára Purmová: Diviška a červený provázek (ilustrace Vendula Tomšů)

### NF IOCB Tech Litera za naučnou literaturu
- Alena Hadravová: Řecké mýty v literární a výtvarné tradici
- Kateřina Piorecká a kol.: Gesto a skutečnost. Umění v meziválečném Československu. 1. Obyčejný život
- Marek Špinka, Jan Havlíček, Iveta Štolhoferová, Daniel Frynta: Etologie. Mechanismy, ontogeneze, funkce a evoluce chování živočichů

### ČRo Plus Litera za publicistiku
- Šárka Homfray, Lucie Václavková: Pay Gap: Kratší konec provazu
- Petr Třešňák: Důstojnost
- Lenka Vrtišková Nejezchlebová: Zvířata v éře lidí

### Litera za nakladatelský čin
- Zuzana Meisnerová Wismer, Lukáš Bártl, Robert Krumphanzl a kol.: System Langhans I. a II. (Spolek PRO Langhans)
- Miroslav Huptych: Zvyky, obřady a slavnosti u různých národů světa (Práh)
- Karolína Vránková (ed.): Malešická kronika. Z pole do metropole (ZO ČSOP „Natura, quo vadis?“)

### Litera za překladovou knihu
- Maria Turtschaninoffová: Usedlost (ze švédštiny přeložila Marie Voslářová)
- Fatma Aydemirová: Džinové (z němčiny přeložila Viktorie Hanišová)
- Pirkko Saisio: Trýzeň (z finštiny přeložil Michal Švec)

### DILIA Litera za debut roku
- Miroslav Hlaučo: Letnice
- Martin Čepa: Zvon
- Lubomír Tichý: Místní

### Litera za detektivku
- Ilona Dobrovolná: Panoptikum pana Perkinse
- Tereza Bartošová: Dceřina kletba
- Jana Jašová: Dravé zvěři napospas

### Litera za fantastiku
- Jakub Hussar: X-Tal
- Petra Klabouchová: Ignis fatuus
- Lukáš Vavrečka: Meziměsta

### Litera za humoristickou knihu
- Albrecht Smuten: Kapitán Chemo
- Lucie Macháčková: Historky z Tinderu 2 aneb Láska, sex a ten pravý nikde
- Marek Toman: České sklo

### Cena Magnesia za přínos knižní kultuře
- Dana Kalinová, Jan Kanzelsberger a Ivo Železný za založení a vedení knižního veletrhu a festivalu Svět knihy

### Kosmas Cena čtenářů
- Tomáš Šebek: Objektivní nález – Moje nejtěžší mise